# Campeonato Mundial de Halterofilismo de 1911
Em 1911 foram realizadas quatro edições do Campeonato Mundial de Halterofilismo.

## Torneio 1
O 15º Campeonato Mundial de Halterofilismo foi realizado em Estugarda, na Alemanha entre 29 e 30 de abril de 1911. Participaram 36 halterofilistas de 3 nacionalidades filiadas a Federação Internacional de Halterofilismo. 
Medalhistas
| Evento           | Ouro                           | Prata                     | Bronze                           |
| ---------------- | ------------------------------ | ------------------------- | -------------------------------- |
| Pena (60 kg)     | Alfred Anschütz · Alemanha     | Emil Kliment · Áustria    | Georg Vogel · Alemanha           |
| Leve (70 kg)     | Ulrich Blaser · Suíça          | Franz Komarek · Áustria   | Peter Reinmuth · Alemanha        |
| Médio (80 kg)    | Leopold Hennermüller · Áustria | Eugen Ruhland · Alemanha  | Andreas Lutz · Alemanha          |
| Pesado (+ 80 kg) | Josef Grafl · Áustria          | Heinrich Rondi · Alemanha | Heinrich Schneidereit · Alemanha |

## Torneio 2
O 16º Campeonato Mundial de Halterofilismo foi realizado em Berlim, na Alemanha entre 13 e 14 de maio de 1911. Participaram 27 halterofilistas de 2 nacionalidades filiadas a Federação Internacional de Halterofilismo. 
Medalhistas
| Evento           | Ouro                    | Prata                          | Bronze                    |
| ---------------- | ----------------------- | ------------------------------ | ------------------------- |
| Pena (60 kg)     | Emil Kliment · Áustria  | Jakob Vogt · Alemanha          | Oswald Greth · Alemanha   |
| Leve (70 kg)     | Josef Schwabl · Áustria | Albert Meyer · Alemanha        | Paul Gnauk · Alemanha     |
| Médio (80 kg)    | Rudolf Oswald · Áustria | Leopold Hennermüller · Áustria | Peter Haase · Alemanha    |
| Pesado (+ 80 kg) | Karl Swoboda · Áustria  | Berthold Tandler · Áustria     | Franz Buchholz · Alemanha |

## Torneio 3
O 17º Campeonato Mundial de Halterofilismo foi realizado em Dresden, na Alemanha no dia 26 de junho. Participaram 21 halterofilistas de 3 nacionalidades filiadas a Federação Internacional de Halterofilismo. 
Medalhistas

## Torneio 4
O 18º Campeonato Mundial de Halterofilismo foi realizado em Viena, na Áustria entre 29 de junho a 2 de julho. Participaram 32 halterofilistas de 3 nacionalidades filiadas a Federação Internacional de Halterofilismo. 
Medalhistas

## Quadro final de medalhas
| Ordem | País          | Medalha de ouro | Medalha de prata | Medalha de bronze | Total |
| ----- | ------------- | --------------- | ---------------- | ----------------- | ----- |
| 1     | Áustria       | 11              | 7                | 5                 | 23    |
| 2     | Alemanha      | 4               | 6                | 11                | 21    |
| 3     | Suíça         | 1               | 1                | 0                 | 2     |
| 4     | Países Baixos | 0               | 2                | 0                 | 2     |
| Total | Total         | 16              | 16               | 16                | 48    |